# 卡里 (愛達荷州)
卡里（英語：Carey）是一個位於美國愛達荷州布萊恩縣的城市。

## 地理
卡里的座標為43°18′28″N 113°56′41″W / 43.30778°N 113.94472°W，而該地的平均海拔高度為1458米（即4783英尺）。

## 人口
根據2010年美國人口普查的數據，卡里的面積為8.59平方千米，當中陸地面積為8.58平方千米，而水域面積為0.01平方千米。當地共有人口604人，而人口密度為每平方千米70.31人。